# American Truck Simulator
American Truck Simulator je simulátor nákladní dopravy na území Severní Ameriky. Hru vytvořila česká společnost SCS Software, která stojí za úspěšnou hrou Euro Truck Simulator 2.

## Vývoj
SCS Software oznámil práci na hře 6. září 2013. Odhalení se konalo na výstavě E3 17. června 2015.
11. dubna 2014 vývojáři z SCS Software oznámili, že ve hře bude přes 100 měst, a zveřejnili několik obrázků. Zpočátku budou v American Truck Simulatoru k dispozici dvě značky licencovaných nákladních vozů a to Kenworth a Peterbilt, ale další včetně Freightlineru a Volva budou následovat po získání licence. První dva státy jsou Kalifornie a Nevada, čtyři měsíce po vydání byla do hry přidána Arizona jako DLC zdarma. SCS plánuje postupně pokrýt celou Severní Ameriku včetně Kanady a Mexika. 26. ledna 2015 SCS Software zveřejnil na YouTube video z rozpracované hry. 18. prosince 2015 SCS Software na jejich blogu oznámil datum vydání American Truck Simulatoru, bylo stanoveno na 3. února 2016.

## Licencované nákladní vozy
SCS Software na svém blogu potvrdil, že Peterbilt 579 a Kenworth T680 budou první dva nákladní vozy dostupné v den vydání. Potvrdili také jednání se společností PACCAR o získání dalších vozů, jimiž jsou Kenworth W900 a Peterbilt 379. Volvo VNL 780 je jedním z dalších kamionů, které budou později přidány do hry po boku Freightlineru Cascadia.
Kenworth W900 byl přidán do hry 15. února 2016, Peterbilt 379 byl přidán do hry 3. listopadu 2016 a Volvo VNL ke konci roku 2018. Dalším tahačem který do hry přibyl, byl v závěru roku 2019 tahač International LoneStar. Aktualizace hry z 28. dubna 2020 pak obsahuje tahač Mack Anthem. Dalším přidaným tahačem byl 30. září 2020 Western Star 49X, který do hry přibyl zároveň s oficiálním představením tohoto modelu v reálném světě. Dne 2. prosince 2020 byl do hry přidán Freightliner Cascadia.

## Státy

Mapa USA s daty vydání jednotlivých států

V den vydání byly dostupné první dva státy Kalifornie  a Nevada. Arizona byla přidána krátce po vydání hry v podobě DLC zdarma (6. května 2016). Podle SCS však budou další přidaná DLC placená.
| Stát        | Datum vydání       | Města |
| ----------- | ------------------ | --- |
| Arizona     | 6. května 2016     | Camp Werde Clifton (v 1.32) Ehrenberg Flagstaff Grand Canyon Village Holbrook Kayenta Kingman Nogales Page Phoenix San Simon Show Low Sierra Vista Tucson Yuma |
| Colorado    | 12. listopadu 2020 | Alamosa Burlington Colorado Springs Denver Durango Fort Collins Grand Junction Lamar Montrose Pueblo Rangely Steamboat Springs Sterling |
| Idaho       | 16. července 2020  | Boise Coeur d'Alene Grangeville Idaho Falls Ketchum Lewiston Nampa Pocatello Salmon Sandpoint Twin Falls |
| Kalifornie  | 2. února 2016      | Bakersfield Barstow Carlsbad El Centro Eureka Fresno Hilt (v 1.41) Huron Los Angeles Oakdale Oakland Oxnard Redding Sacramento San Diego San Francisco Santa Cruz Santa Maria (v 1.5) Stockton Truckee Ukiah (v 1.3)                                                                         |
| Kansas      | 30. listopadu 2023 | N/A |
| Montana     | 4. srpna 2022      | Billings Bozeman Butte Glasgow Glendive Great Falls Havre Helena Kalispell Laurel Lewistown Miles City Missoula Sidney Thompson Falls |
| Nevada      | 2. února 2016      | Carson City Elko Ely Jackpot Las Vegas Pioche Primm Reno Tonopah Winnemucca |
| Nové Mexiko | 9. listopadu 2017  | Alamogordo Albuquerque Artesia Carlsbad Clovis Farmington Gallup Hobbs Las Cruces Raton Roswell Santa Fe Socorro Tucumcari |
| Oklahoma    | 1. srpna 2023      | Ardmore Clinton Enid Guymon Idabel Lawton McAlester Oklahoma City Tulsa Woodward |
| Oregon      | 4. října 2018      | Astoria Bend Burns Coos Bay Eugene Klamath Falls Lakeview Medford Newport Ontario Pendleton Portland Salem The Dalles |
| Texas       | 15. listopadu 2022 | Abilene Amarillo Austin Beaumont Brownsville Corpus Christi Dalhart Dallas Del Rio El Paso Fort Stockton Fort Worth Galveston Houston Huntsville Junction Laredo Longview Lubbock Lufkin McAllen Odessa San Angelo San Antonio Texarkana (v 1.48) Tyler Van Horn Victoria Waco Wichita Falls |
| Utah        | 7. listopadu 2019  | Cedar City Logan Moab Ogden Price Provo Salina Salt Lake City St. George Vernal |
| Washington  | 11. června 2019    | Aberdeen Bellingham Colville Grand Coulee Kennewick Longview Olympia Omak Port Angeles Seattle Spokane Tacoma Vancouver Wenatchee Yakima |
| Wyoming     | 7. září 2021       | Casper Cheyenne Cody Evanston Gillette Jackson Laramie Rawlins Riverton Rock Springs Sheridan |